# Primera ronda de la Clasificación de Concacaf para la Copa Mundial de Fútbol de 2010
La Primera ronda de la Clasificación de Concacaf para la Copa Mundial de Fútbol de 2010 contó con la participación de 22 selecciones de Concacaf ubicadas entre los puestos 14 y 35 del ranking FIFA en el mes de mayo de 2007. Los equipos ubicados entre los puestos 14 y 24 enfrentaron a los equipos entre los puestos 25 y 35 de manera aleatoria. El sorteo se realizó en Durban el 25 de noviembre de 2007, mientras que las mejores 13 selecciones de Concacaf avanzaron directamente a la segunda ronda.

## Participantes
| Grupo A                                                                                           | Grupo B | Grupo C |
| ------------------------------------------------------------------------------------------------- | --- | --- |
| Dominica Barbados Islas Turcas y Caicos Santa Lucía Bermudas Islas Caimán Aruba Antigua y Barbuda | Belice San Cristóbal y Nieves Bahamas Islas Vírgenes Británicas Puerto Rico República Dominicana San Vicente y las Granadinas | Granada Islas Vírgenes de los Estados Unidos Montserrat Surinam El Salvador Anguila Nicaragua Antillas Neerlandesas |

## Resultados
| Equipo 1                       | Agr.        | Equipo 2                  | Ida     | Vuelta  |
| Grupo 1                        | Grupo 1     | Grupo 1                   | Grupo 1 | Grupo 1 |
| ------------------------------ | ----------- | ------------------------- | ------- | ------- |
| Dominica                       | 1–2         | Barbados                  | 1–1     | 0–1     |
| Islas Turcas y Caicos          | 2–3         | Santa Lucía               | 2–1     | 0–2     |
| Bermudas                       | 4–2         | Islas Caimán              | 1–1     | 3–1     |
| Aruba                          | 0–4         | Antigua y Barbuda         | 0–3     | 0–1     |
| Grupo 2                        |             |                           |         |         |
| Belice                         | 4–2         | San Cristóbal y Nieves    | 3–1     | 1–1     |
| Bahamas                        | 3–3 (v.)    | Islas Vírgenes Británicas | 1–1     | 2–2     |
| República Dominicana           | 0–1 (t. s.) | Puerto Rico               | N/A     | 0–1     |
| Grupo 3                        |             |                           |         |         |
| Islas Vírgenes Estadounidenses | 0–10        | Granada                   | N/A     | 0–10    |
| Surinam                        | 7–1         | Montserrat                | N/A     | 7–1     |
| El Salvador                    | 16–0        | Anguila                   | 12–0    | 4–0     |
| Nicaragua                      | 0–3         | Antillas Neerlandesas     | 0–1     | 0–2     |

## Grupo 1

### Grupo 1A
| 6-2-2008 | Dominica      | 1–1     | Barbados     | Windsor Park, Roseau                                     |                                                          |
|          | Pacquette 21' | Reporte | Williams 43' | Asistencia: 4200 espectadores Árbitro(s): Wálter Quesada | Asistencia: 4200 espectadores Árbitro(s): Wálter Quesada |

| 26-3-2008 | Barbados     | 1–0 (Global 2-1) | Dominica | Kensington Oval, Bridgetown |                           |
|           | Stanford 80' | Reporte          |          | Árbitro(s): Carlos Batres   | Árbitro(s): Carlos Batres |

### Grupo 1B
| 6-2-2008 | Islas Turcas y Caicos       | 2–1     | Santa Lucía  | National Stadium, Providenciales                            |                                                             |
|          | Lowery 31' · G. Glinton 74' | Reporte | Nyhime 90+2' | Asistencia: 2200 espectadores Árbitro(s): Alfredo Whittaker | Asistencia: 2200 espectadores Árbitro(s): Alfredo Whittaker |

| 26-3-2008 | Santa Lucía           | 2–0 (Global 3-2) | Islas Turcas y Caicos | Vieux Fort National Stadium, Vieux Fort              |                                                      |
|           | McPhee 28' · Elva 85' | Reporte          |                       | Asistencia: 1200 espectadores Árbitro(s): Mark Forde | Asistencia: 1200 espectadores Árbitro(s): Mark Forde |

### Grupo 1C
| 3-2-2008 | Bermudas    | vs.     | Islas Caimán | Bermuda National Stadium, Hamilton                         |                                                            |
|          | Burgess 18' | Reporte | Grant 87'    | Asistencia: 2000 espectadores Árbitro(s): Mauricio Navarro | Asistencia: 2000 espectadores Árbitro(s): Mauricio Navarro |

| 30-3-2008 | Islas Caimán         | 1–3 (Global 2-4) | Bermudas                     | Truman Bodden Stadium, George Town                     |                                                        |
|           | M. Forbes 63' (pen.) | Reporte          | DeGraff 18' 25' · Steede 52' | Asistencia: 3200 espectadores Árbitro(s): Jair Marrufo | Asistencia: 3200 espectadores Árbitro(s): Jair Marrufo |

### Grupo 1D
| 6-2-2008 | Aruba | 0–3     | Antigua y Barbuda                            | Trinidad Stadium, Oranjestad                             |                                                          |
|          |       | Reporte | Dublin 23' · Gregory 27' · Sierra 40' (a.g.) | Asistencia: 250 espectadores Árbitro(s): Roberto Delgado | Asistencia: 250 espectadores Árbitro(s): Roberto Delgado |

| 26-3-2008 | Antigua y Barbuda | 1–0 (Global 4-0) | Aruba | Antigua Recreation Ground, Saint John's                     |                                                             |
|           | Challenger 86'    | Reporte          |       | Asistencia: 1000 espectadores Árbitro(s): Courtney Campbell | Asistencia: 1000 espectadores Árbitro(s): Courtney Campbell |

## Grupo 2

### Grupo 2A
| 6-2-2008                                      | Belice                       | 3–1     | San Cristóbal y Nieves | Estadio Mateo Flores, Guatemala City, Guatemala          |                                                          |
|                                               | McCauley 7' 41' · Roches 23' | Reporte | Williams 13'           | Asistencia: 500 espectadores Árbitro(s): Howard Stennett | Asistencia: 500 espectadores Árbitro(s): Howard Stennett |
| Belice jugó su partido de local en Guatemala. |                              |         |                        |                                                          |                                                          |

| 26-3-2008 | San Cristóbal y Nieves | 1–1 (Global 2-4) | Belice    | Warner Park, Basseterre                               |                                                       |
|           | Mitchum 84'            | Reporte          | Smith 39' | Asistencia: 2000 espectadores Árbitro(s): Neal Brizan | Asistencia: 2000 espectadores Árbitro(s): Neal Brizan |

### Grupo 2B
| 26-3-2008 | Bahamas       | 1–1     | Islas Vírgenes Británicas | Thomas Robinson Stadium, Nassau                         |                                                         |
|           | St. Fleur 47' | Reporte | Lennon 68'                | Asistencia: 450 espectadores Árbitro(s): Roberto Moreno | Asistencia: 450 espectadores Árbitro(s): Roberto Moreno |

| 30-3-2008 | Islas Vírgenes Británicas | 2–2 (Global 3-3) | Bahamas                   | Thomas Robinson Stadium, Nassau, Bahamas                      |                                                               |
| | Williams 78' 90' (pen.)   | Reporte          | Bethel 40' · Mitchell 52' | Asistencia: 940 espectadores Árbitro(s): Felix Mercedes Suazo | Asistencia: 940 espectadores Árbitro(s): Felix Mercedes Suazo |
| Las Islas Vírgenes Británicas eligieron jugar de local en Bahamas. El orden de los partidos se definío por sorteo. Esto determinó lo que pasaba en caso de empate para definir la regla del gol de visitante, que terminó favoreciendo a Bahamas. |                           |                  |                           |                                                               |                                                               |

### Grupo 2C
| 26-3-2008 | Puerto Rico         | 1–0 (t. s.) | República Dominicana | Estadio Juan Ramon Loubriel, Bayamón |                              |
| | Villegas 96' (pen.) | Reporte     |                      | Árbitro(s): Mauricio Morales         | Árbitro(s): Mauricio Morales |
| La serie se jugó a un partido en Puerto Rico porque República Dominicana no contaba con un estadio con las condiciones aprobadas por FIFA para jugar de local. |                     |             |                      |                                      |                              |

### Grupo 2D
San Vicente y las Granadinas avanzó diréctamente a la segunda ronda para enfrentar a Canadá.

## Grupo 3

### Grupo 3A
| 26-3-2008 | Granada | 10–0    | Islas Vírgenes de los Estados Unidos | Grenada National Stadium, St. George's               |                                                      |
| | Roberts 3' 8' · R. Charles 9' 43' 65' 87' · S. Rennie 22' · Langiagne 56' · Bubb 82' · Ferguson 89' (a.g.) | Reporte |                                      | Asistencia: 3000 espectadores Árbitro(s): Otis James | Asistencia: 3000 espectadores Árbitro(s): Otis James |
| La serie se jugó a un partido en Granada debido a que las Islas Vírgenes Estadounidenses no contaba con un estadio con las condiciones aprobadas por la FIFA. | |         |                                      |                                                      |                                                      |

### Grupo 3B
| 26-3-2008 | Montserrat  | 1–7     | Surinam                                                                    | Marvin Lee Stadium, Macoya, Trinidad y Tobago         |                                                       |
| | Farrell 48' | Reporte | Christoph 36' 56' · Wondel 44' · Valies 65' · Huur 82' 85' · Schuurman 88' | Asistencia: 100 espectadores Árbitro(s): Joel Aguilar | Asistencia: 100 espectadores Árbitro(s): Joel Aguilar |
| La serie se jugó a un partido en Trinidad y Tobago debido a que ninguna de las selecciones contaba con un estadio aprobado por la FIFA. |             |         |                                                                            |                                                       |                                                       |

### Grupo 3C
| 6-2-2008 | El Salvador                                                                                       | 12–0    | Anguila | Estadio Cuscatlán, San Salvador                             |                                                             |
|          | Martin 5' 18' · Corrales 31' 33' 54' 65' 68' · Cerritos 47' 77' 84' · Quintanilla 70' · Umaña 80' | Reporte |         | Asistencia: 15 000 espectadores Árbitro(s): Javier Jauregui | Asistencia: 15 000 espectadores Árbitro(s): Javier Jauregui |

| 26-3-2008                                                                                       | Anguila | 0–4 (Global 0-16) | El Salvador                                              | RFK Stadium, Washington D. C., Estados Unidos |                           |
|                                                                                                 |         | Reporte           | Cerritos 7' · Corrales 15' · Monteagudo 22' · Torres 36' | Árbitro(s): Valman Bedeau                     | Árbitro(s): Valman Bedeau |
| El partido se jugó en Estados Unidos porque la sede de Anguila no estaba lista para el partido. |         |                   |                                                          |                                               |                           |

### Grupo 3D
| 6-2-2008 | Nicaragua | 0–1     | Antillas Neerlandesas | Estadio Cacique Diriangén, Diriamba                    |                                                        |
|          |           | Reporte | Jongsma 15'           | Asistencia: 7000 espectadores Árbitro(s): Walter Lopez | Asistencia: 7000 espectadores Árbitro(s): Walter Lopez |

| 26-3-2008 | Antillas Neerlandesas     | 2–0 (Global 3-0) | Nicaragua | Stadion Ergilio Hato, Willemstad                            |                                                             |
|           | Loran 42' · Zimmerman 81' | Reporte          |           | Asistencia: 9000 espectadores Árbitro(s): Enrico Wijngaarde | Asistencia: 9000 espectadores Árbitro(s): Enrico Wijngaarde |